# Rodney McCray (baseball)
Pour les articles homonymes, voir Rodney McCray.
Rodney Duncan McCray (né le 13 septembre 1963 à Détroit, Michigan, États-Unis) est un ancien joueur professionnel de baseball.
Il atteint la Ligue majeure de baseball le 30 avril 1990 et joue 67 matchs au plus haut niveau du baseball professionnel, pour les White Sox de Chicago en 1990 et 1991, puis les Mets de New York en 1992. Souvent utilisé comme coureur suppléant, il accumule 9 buts volés en 10 tentatives et marque 13 points. En 15 passages au bâton dans les majeures, il réussit trois coups sûrs pour une moyenne au bâton de ,214 et obtient un point produit.
Longtemps joueur des ligues mineures de baseball, Rodney McCray est célèbre pour un incident survenu lors d'un match de la Ligue de la côte du Pacifique à Portland le 27 mai 1991. Joueur de champ extérieur des Beavers de Portland, il se lance à la poursuite d'une balle frappée par Chip Hale des Canadians de Vancouver. N'interrompant jamais sa course, McCray passe à travers la clôture du champ droit du Civic Stadium, la détruisant par la même occasion. Maintes fois jouée à la télévision, cette séquence impliquant Hale et McCray apparaît sur un montage de jeux inusités qui fait partie de la collection du musée du Temple de la renommée du baseball. McCray sort de l'incident indemne, hormis quelques égratignures, et demeure dans le match. Le stade des Beavers renomme le mur du champ droit « McCray Alley » lors d'une cérémonie précédant un match en 2006, où l'ancien joueur est invité et des figurines bobblehead à son effigie sont remises aux spectateurs,.